# Urban Sax
 (décembre 2022).
Si vous disposez d'ouvrages ou d'articles de référence ou si vous connaissez des sites web de qualité traitant du thème abordé ici, merci de compléter l'article en donnant les références utiles à sa vérifiabilité et en les liant à la section « Notes et références ».
Pour les articles homonymes, voir Urban (homonymie).
Urban Sax est un concept et un groupe de musique créé par le compositeur français Gilbert Artman (voir Lard Free).
L'histoire de l'ensemble débute en 1973 avec un groupe de huit musiciens saxophonistes jouant dans un festival dans le sud de la France. Un premier album sort en 1977.
Le groupe peut comporter un nombre important de saxophones (jusqu'à 50 instrumentistes), des percussions, des voix et de la danse.
Urban Sax s’est produit tout autour de la planète, essentiellement dans des contextes d’inauguration ou de clôture d’événements culturels.

## Le concept
Ce projet s'est construit autour d’un principe de spatialisation sonore et architecturale, et réunissant des saxophonistes (instruments mobiles) dans une constance de son. Ce concept a été initié dans un berceau de création protéiforme, dans les années 1970 favorisant les expérimentations sonores. Le mouvement et le déplacement du son et sa perception par le public ou l’auditoire sont à l’origine de la conception du groupe. Le saxophone existe alors comme une prolongation du musicien, et celui-ci devient un élément élastique de la chorégraphie musicale.

### Le son
Le principe musical original est le « son continu » (mi bémol), autour duquel se construisent et se développent des boucles polyrythmiques, modulées et imbriquées en une partition, et un principe de « lointain sonore » permettant d’interroger l’écoute du public. Il s’agit de lier performances visuelles et sonores. La musique est donc semi-répétitive, avec des morceaux évolutifs de différentes couleurs. Toute la famille des saxophones est représentée : sopranos, altos, ténors et barytons basses.
Bien que le groupe s’adapte à chaque configuration de lieu, la structure de base est la répartition des musiciens sur 4 ou 5 scènes entourant le public du lieu, permettant le déplacement du son autour de celui-ci, et se poursuit généralement par la traversée de l’espace et le regroupement des musiciens sur la scène frontale.
La particularité musicale du groupe l’a autorisé également à se rapprocher des « musiques rituelles », elles aussi souvent rattachées à un « son continu ». Cela lui a permis de réaliser des partitions et concerts communs avec les Amérindiens à Vancouver, un Gamelan et des danseuses javanaises à Jakarta, les musiciens soufis en Turquie, de la musique de cour en Chine, etc.

### L'image
La dimension visuelle est un élément essentiel du groupe. Urban sax au fil des années s’est étoffé de : bassiste, choristes, danseurs, vibraphonistes, violoncelles, guitares et autres instruments, et parfois d’orchestre suivant les projets.
Le groupe est composé d’une quarantaine de musiciens mais atteint aisément une centaine de personnes lors des performances. L’aspect des musiciens a évolué, en conservant une cohésion graphique très particulière. Tous vêtus de combinaisons au départ, les musiciens ont par la suite chaussé des robes colorées permettant la rotation sonore, et donnant de l’ampleur scénique.
Élément important : les musiciens sont masqués et équipés d’une structure gonflée en plastique transparent : « les bulles », sorte de chrysalide identitaire…

### L'architecture
Les projets s’adaptent aux lieux et aux contextes, et mettent en relief une scénographie spécifique pour chacun d’entre eux.
Gilbert Artman utilise le matériel urbain comme support de mise en scène : toits, balcons, grues, engins de chantier, barques, etc., et sollicite les talents locaux : écoles de musique et de danse, chorales, mais aussi spéléologues ou pompiers… Une équipe « urbanienne » encadre les ateliers mis en place pour préparer partitions et spatialisation, jusqu’au concert.

## La composition du groupe
Le fait que les musiciens jouent masqués a développé un fort sentiment d’identité et d’appartenance, des groupes de vie se sont constitués, des groupes de musiques se sont créés. Urban Sax s’est développé comme une « famille », une aventure humaine autant que musicale.
Les membres (anciens et récents) :
- Concept, composition et direction d’orchestre : Gilbert Artman, assistant Gerard Amsellem
- Administration management : Gilles Yepremian
- Son : live, prises et mixage : Bertin Meynard, Patrick Woindrich, Gilles Claret, Yvan Feder, Gerard Amsellem, Simon Rasetaniaina, Tod Todedjrapou, Phil Drom, Philippe Bolliet, Philippe Dufresnoy
- Éclairage : Hugues Lechevrel, Gilles Claret, Sylvie de Nantes, François Guillet, Matthieu Aufort, Jean-Marie Prouvez, Michel Touitou, Thierry Montaigne, Todd Todedjrapou, Jacques Benyeta, Anthony Le Fur
- Réalisation costumes : Dao, Toto Rossi, Daniel Dagois, Wolfram Haider, Catherine Udino,
- Organisation et coordination interne: Jacques Remus, Gerard Amsellem, Phil Drom, Tod Todedjrapou, Christian David, Alain Douchet, Cyril Badaut, Fred Mangin, Sarah Isacco (+ webmastering), Philippe Dufresnoy, Lisa Berri, Sandrine Robillard, Véronique Serra
- Sax ténors : Werner Durand, Damienne Perrachon, Geraldine Andre, Pascal Nicolle, Antoine Duvernet, Pascal Barres, Olivier Moret, Phil Drom, Bernard Ghiringhelli, Pierre Clementi, Andy Sheppard, Laurent Grangier, Ruben Alterio, Lionel Coronel, Jacky Dupety, Eric Barret, Yvan Feder, Richard Foy, Jacques Oeuzop-Milly, Jean-marc Poli, Antoine Rossi, Fred Wallich, Chantal Delanoé, Jacques Debray, Omar Mansouri, Olivier Poriel, Bruno Rioux Maillard, Moïse Sanchez, Miguel Yanover, Nicolas Stephan, Ivan Avice, Xavier Goulet, Manu le Houezec, Frédéric Mangin, Olivier Mascaro, Alain Osowski, Patrick Papineau, Sheik-Omar Sanogo, Fred Acquaviva, Cyril Badaut, Marc Thomas, Philippe Esclapez, Martial Dubois, Laurent Lemay, Hervé Milet, Sylvain Cathala, Armando Estima, Remy Bousseau, Gianfranco Grompone, Philippe Dufresnoy, Matthieu Allemandou, Guillaume Christophel, Walter Mineo, Thomas Laurent, Cedric Roms, Laurent Grouet, Matthieu Bresolin, Christophe Chirat, Eliahou Haziza, Guillaume Perret, Isabelle Theillout, Mathias Luszpinski, Alain Vilaneau, Anatoli Gerassimov, Romano Pratesi, Adrien Begue, Patrick Hamel, Guilhem Verger, Ilia Lumbroso, Pierre Chaumie, Frederic Driay, Roland Seilhes, Nicolas Barbier, Raphael Herlem, Jacqueline Schulz, Clement Nourrit, Pascal Minier, Nathalie Ahadji, Antoine Belec, Stephane Becarie, Andre Leneol, Annie Sabas, Axel Bagreaux, Bebo Carella, Cathy Dezon, David Moati, Denis Boniton, Fabien Durand, Eric Plande, Fred Bodu, Fred Buram, Geoffrey Secco, Jean Christophe Lewin, Jean Luc Tutakowsky, Stephane Bonnavaud, Serge Berger, Pierre Marcassoli, Laudine Lemancel, Olivier Normand, Christophe Salinier
- Sax altos : Claude Bernard, Jean Augeron, Christian Casaliggi, Patrice Quentin, Christian Chanet, Lionel Coronel, Adrien Duplay, Alain Potier, Daniel Dumas, Françoise Dupety, Claude Giverne, Paul Hugson, Philippe Hollande, Jacques Remus, Paul Stocker, Jean-Pierre Thiraut, Marlene Aufray, Alain Brammer, Sebastien Jalier, Philippe Dibetta, Bernard Duplay, Jean-Marc Gardeux, Lucile Antoine, Patricia Guigui, Christian Leydet, François Hucliez, Sabine Joannot, Jean-Michel Laugier, Charles Nguyen, Helene Nougaret, Christian Raynaud, Marc Thomas, Damienne Perrachon, Coralie Druelle, Alain Douchet, Kamel Hamdi, Evelyne Guyon-Canedo, Adrien Amey, Jean-François Becquaert, Sarah Isacco, Hervé Legendre, Robert Leriche, Hervé Millet, Jean-Louis Moisset, Marion Monnet, Raymond Rodriguez, Eric Todjerapou, Karine Weider, Philippe Ginestal, Sebastian Cohen, Tullia Morand, Claude Hebrard, Maïa Abed, François-Emmanuel Lamellière, Sara Zaoui, Timothée Grandguillotte, Cathy Heyden, Daniel Dagois, Wolfram Haider, Florence Kraus, Sebastien Arfouilloux, Veronique Jan, Sylvain Tamalet, Guy Roch, Bruno Ottavy, Eric Lombume, Ken Marti, Marielle Chatin, Alain Bruhl, Benedicte Courel, Marino Zappelinni, Julien Danty, Olivier Hutin, Lynda Sery, Christelle Satti, Gwen Gautier, Bruno Kruch, Daniele Cabasso, Frederic Schmidely, Gilles Benson, Huw Lloyd, Nicklos Artman, Nicolas Jambin, Richard Learmont, Yannick Lasager, Yann Laporte, Yannick Cognet, Vincent Dupuy, Vivian Weber, Christian Le Guilloux, Axel Rigaud
- Sax baryton et basse : Gerard Amsellem, Nick Carver, Philippe Bolliet, Yvan Feder, Luc Le Masne, Frederic Farrieu, Armand Antonioli, Jean-Pierre Chaty, Daniel Kientzy, Cyril Badaut, Alain Mauviel, Colas Mathe, Fabien Chouraki, Carole Sauvanet, Alain Douchet, Jacques Frezal, Philippe Ortega, Romain Tallet, Serge Cahu, Manu Lochin, Sylvain Tamalet, Daniel Clement, Yann Balzer, Eric Bayle, Benjamin Kurpisz, Benoit Morin, Bernard Guerin, Luc Tavignot, Yann Quemere, Pierre Bocca Barteille, Jérome Lessard, Denis Guivarc'h, Eric Desbois, Laurent Dumont
- Sax sopranos : Sabine Breuillot, Richard Foy, Patrice Quentin, Thibault Saladin, Fred Wallich, Susan Allen, Jacques Remus, Antoine Duvernet, Philippe Motte, Patrick Thouroude, Michel Marin, Alain Vilaneau, Adrien Amey, Armando Estima, Jean Louis Moisset, Françoise Whittington, Paul Fathi Lacombe, Antoine Viard, Nicolas Teuscher, Frédéric Aquaviva
- (Percussions) Vibraphones : Mireille Bauer, Olivier Cole, Pierre Marcault, Vincent Lespagnole, Pascal Battus, Anita Roussel, Philippe Vidal, Christophe Rossi, Jerome Cury, Georges Pennetier, Emiko Ota, Jean Pierlot, Jeanne Added, Gregoire Herman, Jose Babeu, Jano Hanela, Marc Blanc, Guglio Romoli, Muriel Castebois, Norbert Lucarain, Antonin Leymarie, Alain Rouaud
- (Cordes) Violoncelles : Thierry Arnoud, Yves Moreau, Pascal Morow, Sophie Zananini, Mireille Cholet, Diana Dimitrova Bock, Lucille Antoine, Florence Hennequin, Eglantine Chaffin, Veronique Tat, Diane Gauthier, François-Pierre Fol, Didier Petit, Arnold Achard, Dominique Hsu, Helene Bass, Jeanne Added, Julien Amedro,
- Trompettes : Minico Arnal, Jacques Berrocal et Antoine Rossi
- Guitum : Dominique Grimaud
- Piano : Anne Ballester, Peter Varady,
- Guitares, guitare basse : Bernard Weber, Thierry Arredondo, Didier Berland, Jacques Boucher, Jean-Pierre Comencas, Livio Pineau, Xavier Baulleret, Sandrine Robillard, Jean Francois Pauvros, Bruno Porto
- Voix : Chantal des Horts, Olivier Foy, Evelyne Hamon, Marie-Claire Haoussine, Anna Losskry, Catherine Mazauric, Liliane Vaquero, Julie Zimine, Marie-Laure de Beausacq, Beatriz Sterne de Fonteneu, Suzanne Bennarouche, Valérie Btesh, Martine Desoille, Cecile Maestre, Diane Dupuis, Viviane Ginapé, Deborah Kagan, Dominique Hamen, Véronique Kone, Dominique Greffier, Anne Lise Troadec, Dominique Lefevre, Elisabeth Steiner, Léa Lucille, Catherine Jallet, Elisabeth Miailhe, Joëlle Papineau, Micou Papineau, Joëlle Saladin, Clemence Desprez, Maryvonne Sosse, Galeta Streiter, Julie Zimine, Liliane Vaquero, Elisabeth Zimine, Edwige Chandelier, Anyel Dupuis, Cora Dupuis, Laetitia Frenod, Julie Gay, Jenny Godula, Dominique Martinelli, Dorea Diabate, Laure Urgin, Brigitte Renaud, Manuela Levillain, Marie Pierre Lecoq, Moina Stoch Erichson, Nadine Richert, Nouchka Lenders, Nauzicaa Passaris, Rhim Amich, Vincianne Regattierri, Traciana Graves, Christelle Chaaban, Cathy Varda, Nikki Matheson, Eleonore Faliere, Colette Kister, Ines Letoquart, Natacha Rosine, Yolande Rodriguez, Armelle Orieux, Toussy Thalassa, Barbara Weber, Karine Aime, Karine Vimont, Flore Boixel, Anne Warin, Carole Agostini, Sabine Carty, Christine Dugas, Cecile Rives, Rose Marie Todaro, Nathalie Fagour, Tiphenn Fauchois, Jeannette Kuehn, Véronique Miath, Hélène Vitorge, Dahlia Bellaiche, Lisa Berri, Anne Gouraud, Isabelle Ricard, Nathy Thai Thien, Alice Lechartier, Melody Linhart, Julie Gay, Isabelle Charrier, Charlotte Cabanac, Laurence Dinjart, Chloe Norel, Frederique Genvrin, Barbara Weber, Sylvie Coulon, Virginie Laurent, Nathalie James, Zoya Zharzhevsky, Barbara Floro, Manon Iattoni, Marion Cassel, Rachel Dubour
- Danse : Catherine Violet, Marisol Noilhac, Agnes Brun, Alexandra Berthome, Anne Fournier, Florence Neumuller, Sandra Falcon, Beatrice Reynier, Anne Saddavong, Béatrice Crombe, Mandy Rabin, Catherine Testa, Murielle Martinenghi, Cecile Dalmagne, France Hervé, Sophie Niccoleau, Marie Pecquery, Florence D’hellier, Barbara Migny, Emilie Bajard, Sandrine Robillard, Menaka de Mahodaya, Cecile Hannart, Corinne Hadjadj, Dorothee Marcivici, Emilie Martinez, Marie Falquet, Vera Kubikova

## Discographie
- 1977 : Urban Sax 1- LP Cézame / Cobra COB 37.004 (CD 90 “Urban Sax 1 & 2” Spalax)
- 1978 : Urban Sax 2- LP Cézame / Cobra COB 37.017 (CD 90 “Urban Sax 1 & 2” Spalax)
- 1982 : avec Pierre Henry: Paradise Lost- LP Philips 6313 293
- 1986 : Fraction Sur Le Temps- LP Celluloïd CEL 6788 (CD 91 EPM Musique 982042)
- 1991 : Spiral- CD EPM Musique FCD 1125
- 1991 : Live In Tokyo - Mirage de Son- VHS EPM Musique FVK 700001
- 1993 : To the Happy Few- CD + recueil & partitions Cézame SAM 002
- 1995 : Urban Sax à Jakarta- CD + livre photos Cézame / Kosinus AWA 95002
- 2001 : Quad Sax - CD Spalax Music CD 14563
- 2014 : Urban Sax Inside - VINYL + CD + DVD 5.1 + Livret - Urban Noisy Records UN 45800
- 2015 : Urban Sax Inside - pack CD et DVD - Urban Noisy Records UN 45803
- 2016 : Urban Sax Live in Pori - Vinyl + CD - Ektro Records Krypt 087
- 2016 : Urban Sax 1(release) - Vinyl Wah Wah Records supersonic LPS 152
- 2016 : Urban Sax 2 (release) - Vinyl Wah Wah Records supersonic LPS 153
- 2016 : Urban Sax Fraction sur le temps (release) - Vinyl Wah Wah Records supersonic LPS 154
- 2016: Urban Sax Spiral (release) - Vinyl Wah Wah Records supersonic LPS 155